# Acta de Fábricas
Las Leyes de Fábrica o Actas de Fábrica (en: Factory Acts) fueron una serie de leyes de derecho laboral del Reino Unido aprobadas por el Parlamento del Reino Unido para regular las condiciones de empleo industrial que limitó por primera vez a 12 horas diarias el trabajo de menores y mujeres primero en la industria textil y posteriormente en todas las industrias.
El primer objetivo del movimiento era un "proyecto de ley de diez horas". Uno de los principales líderes del movimiento fue Richard Oastler. 
Las primeras leyes se concentraron en regular las horas de trabajo y el bienestar moral de menores empleados en fábricas de algodón, pero no se aplicaron hasta que la Ley de 1833 estableció una Inspección profesional de fábricas. La regulación de las horas de trabajo se extendió a las mujeres mediante una Ley de 1844. La Ley de Fábricas de 1847 (conocida como la Ley de las Diez Horas), junto con las Leyes de 1850 y 1853 para corregir defectos en la Ley de 1847, cumplió un largo plazo (y en 1847 bien organizada) demanda de los trabajadores del molino por un día de diez horas. Las Actas de Fábrica también tuvieron como objetivo mejorar las condiciones bajo las cuales los menores trabajaban en la fábrica con los requisitos de ventilación, saneamiento y protección de la maquinaria.
La introducción del día de diez horas demostró no tener ninguna de las consecuencias nefastas predichas por quienes se oponían a su implementación y su aparente éxito terminó efectivamente con las objeciones teóricas al principio de la legislación de fábrica; A partir de la década de 1860 se incorporaron más industrias a las Actas de Fábrica.

## Acta de Fábrica de 1802
El acta de fábricas de 1802 (también llamada Ley de Salud y Moral de los Aprendices) fue un acta del Parlamento del Reino Unido que regulaba las condiciones de las fábricas, especialmente con respecto a menores trabajadores en fábricas de algodón y lana. Fue la culminación de un movimiento originado en el siglo XVIII, donde los reformadores habían intentado impulsar varias leyes en el Parlamento para mejorar la salud de los trabajadores y aprendices. El acta contaba con las siguientes disposiciones:
- Los dueños de la fábrica deben obedecer la ley.
- Todas las salas de la fábrica deben estar bien ventiladas y ser encaladas dos veces al año.
- Los niños deben tener dos equipos completos de ropa para el trabajo.
- Los niños de edades entre 9 y 13 años pueden trabajar como máximo 8 horas.
- Los adolescentes entre 14 y 18 años pueden trabajar como máximo 12 horas.
- Los niños menores de 9 años no tienen permitido trabajar, pero tienen que estar inscritos a las escuelas primarias que los dueños de la fábrica deben establecer.
- La jornada laboral de los niños debe comenzar después de las 6 a. m., acabar antes de las 9 p. m., y no exceder de 12 horas .
- Se debe instruir a los niños en lectura, escritura y aritmética durante los cuatro primeros años de trabajo.
- Los niños y las niñas deben dormir en habitaciones diferentes.
- No deberían dormir más de dos niños por cama.
- Los sábados los niños deben tomar una hora de instrucción en Cristiandad.
- Los dueños de la fábrica tienen que atender cualquier enfermedad contagiosa.

Podrían ser puestas multas de entre ₤2 y ₤5 a los dueños de fábricas, la ley establecía un régimen de inspección para hacer cumplir las condiciones. El acta no proporcionó una ley clara de las horas que uno podía trabajar, pero sí incluyó supervisión para asegurarse de que estaba siendo cumplida, nombrando inspectores de sanidad a eclesiásticos y jueces de paz. Pero en 1804 Richard Oastler comentó sobre el acta: «Esta acta da poca autoridad al parlamento y menos restricciones a las fábricas. ¿Cómo pueden las fábricas resistirse a no quebrantar la ley?».